# Ivana Haslingerová Pancířová
Ivana Haslingerová Pancířová (* 21. srpna 1946 Praha) je česká publicistka, ilustrátorka a někdejší vědkyně v oboru kvantové fyziky mikročástic, fyziky pevných látek a jaderné fyziky. Od poloviny 70. let do počátku 90. let 20. století působila v Akademii věd ČR, kde spolupracovala s chemikem a kvantovým fyzikem Jiřím Pancířem, svým pozdějším druhým manželem. Od roku 1989 se začala aktivně angažovat v politice a posléze publicistice.

## Životopis

### Dětství a studium
Dětství a mládí prožila u prababičky Emilie Mokré (1867–1952) a pratety Boženy Mokré (1890–1984) v Hněvkovicích u Humpolce. Matka Libuše Pamětnická (1920–1992) zůstala učit v Praze a až později se vrátila do rodného kraje. 
Po maturitě na gymnáziu Aleše Hrdličky v Humpolci vystudovala v letech 1964–1969 Matematicko-fyzikální fakultu Univerzity Karlovy (MFF UK) v Praze. Výsledky diplomové práce pod vedením prof. Borise Sprušila Studium zotavení elektrického odporu Cd a Cd-Mg po kalení byly publikovány ve vědeckém časopise Physica Status Solidi.
Dne 17. července 1970 se provdala za spolužáka Jaroslava Haslingera, profesora na katedře aplikované matematiky MFF UK v Praze a Olomouci. Z jejich manželství vzešel syn Michal Haslinger (* 1977). V roce 1987 se rozvedli.[zdroj?]
Dne 16. ledna 1997 uzavřela druhé manželství s Jiřím Pancířem (1944–2023).

### Vědecká a publikační činnost
V roce 1971 obhájila na postgraduálním studiu na MFF UK rigorózní práci pod vedením prof. Pavla Lukáče s názvem Tepelně aktivovaný skluz monokrystalů AgCl a získala titul RNDr. Dne 4. května 1978 zakončila postgraduální studium obhajobou kandidátské disertační práce Creep monokrystalů Cd-Mg, jejíž výsledky využila jako odborný asistent v Ústavu jaderné fyziky (ÚJV) v Řeži u Prahy v letech 1973–1974 při studiu povlaků jaderného paliva v reaktoru, tvořených kovovými slitinami Cd-Mg.
Od roku 1969 byla autorkou či spoluautorkou desítek článků v odborných vědeckých časopisech. V roce 1975 nastoupila jako fyzička do Ústavu fyzikální chemie J. Heyrovského Akademie věd České republiky. V té době tam byla kvantovým chemikem Jiřím Pancířem vyvinuta ab initio kvantově chemická topologická metoda pro výpočty interakčních energií mezi všemi všechny prvky periodické tabulky od vodíku po lawrencium. Používal ji výhradně pro studium interakcí molekul, tedy pro otázky, jimiž se zabývala chemie. Jako fyzička se snažila o její použití i ve fyzice pevných látek. Vypracovala studii o všech dostupných výpočetních metodách v chemii i ve fyzice a porovnala je s jeho metodou. V roce 1983 publikovala 31stránkovou studii Kvantově-chemické metody pro výpočty interakcí molekul s klastry atomů kovů, v níž vyšla topologická metoda jako jediná bez nutnosti parametrizovat atomy a navíc 10× rychlejší než nejúspěšnější fyzikální metoda EHT, kterou znala ze studií. Jiří Pancíř poté výpočetní program ručně přebudoval do matic 2. řádu. V roce 1984 metodu poprvé úspěšně použili ke studiu základních vlastností pevných látek. Vše souhlasilo s experimenty. Program topologické metody se tím stal použitelným ve všech vědních oborech až po astrofyziku.[chybí lepší zdroj] Podrobněji jsou práce Ivany Pancířové uvedeny v odborné vědecké encyklopedii ResearchGate. Rovněž jsou v ní uvedeny práce Jiřího Pancíře, Petra Nachtigalla a jejich doktorandů a následovníků.
Po prokázání použitelnosti topologické metody pro pevné látky přijala v roce 1986 Ivana Haslingerová Pancířová spolu s Jiřím Pancířem a doktorandem Petrem Nachtigallem zakázku Tesly Praha zjistit důvody předčasného rozpadu televizních fotokatod, které Tesla vyráběla. Výsledky výzkumu prokázaly, že příčinou je přítomnost atomů cesia v jejich struktuře Sb(NaKCs). Když ho Tesla přestala do fotokatod přidávat, staly se stabilními. Získali za to dvě odměny Akademie věd za pomoc českému průmyslu.[zdroj?]
Topologickou metodou poté studovala, spolu s jejím tvůrcem a dalšími novými kolegy Petrem Nachtigallem, Pavlem Dobranským, Klárou Kašovou, Petrem Owczarzym ad., struktury supravodičů Ba(Sr)YCu3O8-x pro tehdy vyvíjené japonské rychlodráhy. Zejména se však věnovala otázce nalezení náhrady vzácných kovů levnějšími při výrobě drahých chemoterapeutických léků (jedna léčba platinovými preparáty stála kolem 8000 dolarů). Studovala interakce molekul s řadou přechodových a vzácných kovů a porovnávala jejich interakční energie. Z výpočtů vycházelo jako nejvýhodnější pro náhradu Pt iridium. V roce 1991 z rozhodnutí nového ředitele R. Zahradníka Jiří Pancíř i Ivana Haslingerová Akademii věd nedobrovolně opustili.[ve zdroji nenalezeno]

### Činnost po odchodu z vědecké práce
Po odchodu z Akademie věd se od roku 1993 začala věnovat publicistice, zejména jako šéfredaktorka pravicové kulturně hospodářské revue Fragmenty, kterou vedla ještě k březnu 2025. Podle časopisu Reflex nejprve založila PR agenturu a protlačovala do novin články o aktivitách svých klientů. Pravidelně psala mj. o různých top manažerech a jejich podnicích a zejména o pravicové politice, konkrétně o Občanské demokratické straně (ODS).

### Politické angažmá
V roce 1990 vstoupila do radikálně pravicové Republikánské strany, později přejmenované na Sdružení pro republiku – Republikánskou stranu Československa (SPR-RSČ) Miroslava Sládka, za něž kandidovala ve volbách roku 1992 do Sněmovny národů Federálního shromáždění České a Slovenské Federativní Republiky. Svým podpisem na zakládající listině podpořila doktora Petra Macha při založení Strany svobodných občanů, stala se její členkou a kandidovala za ni na Vysočině ve volbách do Poslanecké sněmovny v roce 2010.
Označuje se za věřící katoličku.